# (9551) Кази
(9551) Кази (лат. Kazi) — астероид, относящийся к группе астероидов, пересекающих орбиту Марса. Он был открыт 20 октября 1985 года чешским астрономом Антонином Мркосом в обсерватории Клеть и назван в честь легендарной чешской княжны.

Орбита астероида Кази и его положение в Солнечной системе